# Будкув (Опочинський повіт)
Будкув (пол. Budków) — село в Польщі, у гміні Жарнув Опочинського повіту Лодзинського воєводства.
Населення — 159 осіб (2011).
У 1975-1998 роках село належало до Пйотрковського воєводства.

## Демографія
Демографічна структура станом на 31 березня 2011 року:
|          | Загалом | Допрацездатний вік | Працездатний вік | Постпрацездатний вік |
| -------- | ------- | ------------------ | ---------------- | -------------------- |
| Чоловіки | 83      | 19                 | 55               | 9                    |
| Жінки    | 76      | 23                 | 37               | 16                   |
| Разом    | 159     | 42                 | 92               | 25                   |